# Marie Tomšů
Marie Tomšů, respektive Tomšová, (1. ledna 1920 Vizovice – 2. února 1993 Německo); po prvním manželství (od 11. října 1944) Blaschtowitschková; po druhém manželství (od 5. září 1951) Pekelská. Jejím prvním manželem byl česko-německý právník a po skončení druhé světové války popravený válečný zločinec JUDr. Kurt Blaschtowitschka (1906–1945); jejím druhým manželem pak československý novinář, publicista, politický aktivista a pracovník československé státní bezpečnosti Vladimír Pekelský (1920–1975). Pod krycím jménem „Marina“ pracovala v západním Německu zhruba mezi léty 1946 až 1969 jako agentka československé vojenské zpravodajské služby a státní bezpečnosti.

## Život

### Rodinný původ, studia, zaměstnání za protektorátu
Marie Tomšů se narodila 1. ledna 1920 v moravsských Vizovicích v rodině sedláka. Po absolvování české obecné školy (v letech 1926 až 1931) a měšťanské školy (v letech 1931 až 1935) vychodila ještě (v letech 1935 až 1937) dvouletou obchodní školu bez maturity.
Jako úřednice pracovala od 1. října 1937 do 15. srpna 1938 u firmy Haleš v Praze na Malé Straně. (Firma Haleš vyráběla vojenské stejnokroje). V době od poloviny srpna 1938 do konce září 1939 byla zaměstnána jako úřednice u firmy Kračmer, velkoobchod s ovocem v Praze. Bydlela v pražském Podolí (od poloviny února 1938 do konce září 1938) ve Vápencové ulici číslo popisné 277.
Dne 15. února 1938 se stala členkou Vlajky (krajně pravicového Hnutí za nové Československo) a zároveň začala vykonávat tajemnici místní organizace v Praze XV. Z Vlajky však v červenci 1938 vystoupila. Dne 6. září 1938 jí byl pražským Policejním prezidiem vystaven řádný cestovní pas. Od září 1938 pracovala ve Vídni u zaměstnavatele Dr. Wolfganga Mühlbergera. Po několika měsících ve Vídni odešla do Liberce, kde pracovala u jedné z krycích firem bezpečnostní služby Sicherheitsdienst. Po návratu do Prahy pracovala u České uhelné společnosti (další krycí firma německé bezpečnostní služby Sicherheitsdienstu), kde působila od roku 1941 do roku 1943.
Asi 20 měsíců před sňatkem se svým prvním manželem JUDr. Kurtem Blaschtowitschkou – státním zástupcem u německého Landsgerichtu (Zemského soudu) a především u Sondergerichtu (Zvláštního soudu) v Praze – (tedy od 22. února 1943) přijala Marie říšskoněmecké státní občanství.

### Manželkou Kurta Blaschtowitschky

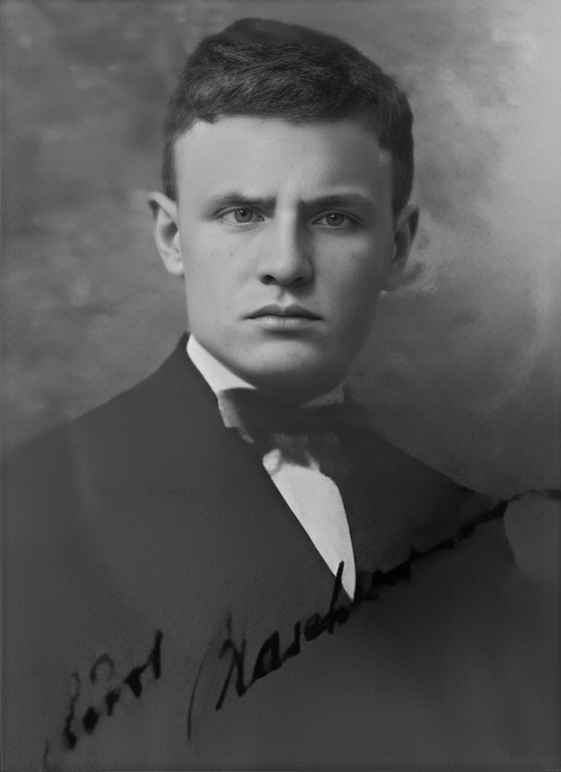
Její první manžel: JUDr. Kurt Blaschtowitschka

Marie se se svým budoucím prvním manželem Kurtem Blaschtowitschkou seznámila v roce 1942 a 11. října 1944 se stala jeho manželkou. Dne 5. května 1945 se manželé Blaschtowitschkovi pokusili uprchnout z Prahy na Západ. Odešli ze svého bytu v Sudoměřické ulici 1921/5 na pražské Flóře, ale ještě téhož dne (5. května 1945) byli v Dolních Mokropsech zadrženi povstalci.
Po skončení druhé světové války se ve dnech 13. září až 14. září 1945 konal u Mimořádného lidového soudu v Praze proces s Kurtem Blaschtowitschkou, kde byl tento uznán (jako válečný zločinec) vinným (a odsouzen k trestu smrti) za spoluzodpovědnost v případě sto dvaceti rozsudků smrti. Dne 14. září 1945 byl popraven v Praze na Pankráci oběšením. Tato exekuce (jako první vůbec) se nekonala na veřejně přístupném prostranství před věznicí, ale na vězeňském dvoře. Část diváků, kteří se nedostali na dvůr věznice, během popravy zaútočila na budovu ředitelství Pankrácké věznice. Tito útočníci museli být rozehnáni vězeňskou stráží a příslušníky Sboru národní bezpečnosti.

### Vdovou po Kurtu Blaschtowitschkovi
Marie Blaschtowitschková byla v květnu 1946 propuštěna z vazby a protože měla německé říšské občanství, byla předána do internačního tábora pro Němce v Modřanech u Prahy. Do transportu pro odsun Němců byla zařazena 23. června 1946 a následně odsunuta do Immelstettenu v americké okupační zóně v Německu. V Německu se živila šmelinou a prostitucí. Při pašování různého zboží se do Československa poprvé vrátila v listopadu 1946 a v prosinci 1946 se v Praze setkala s jedním ze svých bratrů – s Josefem Tomšů. Na schůzce v pasáži Lucerna ji bratr seznámil se svým přítelem – důvěrníkem Obranného zpravodajství (OBZ) s krycím jménem „Harmonika“ – Jiřím Hospolským. Podpisem vázacího protokolu 10. prosince 1946 začala Mariina spolupráce s armádní zpravodajskou službou. Marie se stala tajnou spolupracovnicí 2. oddělení Hlavního štábu, tedy vojenské rozvědky.
Marie byla v Československu 30. března 1947 zatčena kriminální policií a nechybělo mnoho a byla dekonspirována. Policie zjistila její pravou totožnost i to, že pracuje jako agentka pro OBZ. Případ se sice dostal 25. dubna 1947 do novin (Svobodného slova), ale aféra brzy utichla. O rok později (1948) pak na Západ emigroval Mariin první „řídící orgán“ štábní kapitán Jan Rektor (krycím jménem „Roller“). Kontakt s agentkou Marinou ale přerušen nebyl a ta se opět vrátila z Československa zpět do americké okupační zóny Německa. Tato praktická událost si vynutila změnu místa konání konspiračních schůzek. (Namísto Prahy se setkávání uskutečňovala v západních Čechách, první schůzka po výše popsaném záchytu Mariny se odehrála již koncem dubna 1947.)
Další konspirační schůzky brzy následovaly (16. až 18. prosince 1947; 18. až 21. února 1948; 13. až 16. dubna 1948). Až do února 1948 fungovala Marie jako agent-chodec. Československo navštívila celkem 39krát (svoji rodinu v Československu vídala celkem pravidelně), ale pak začala být čs. hranice neprostupná. Další tři schůzky se proto odehrály v Berlíně. Od jara 1952 vedení Marie převzala rozvědka StB.

### Manželkou Vladimíra Pekelského

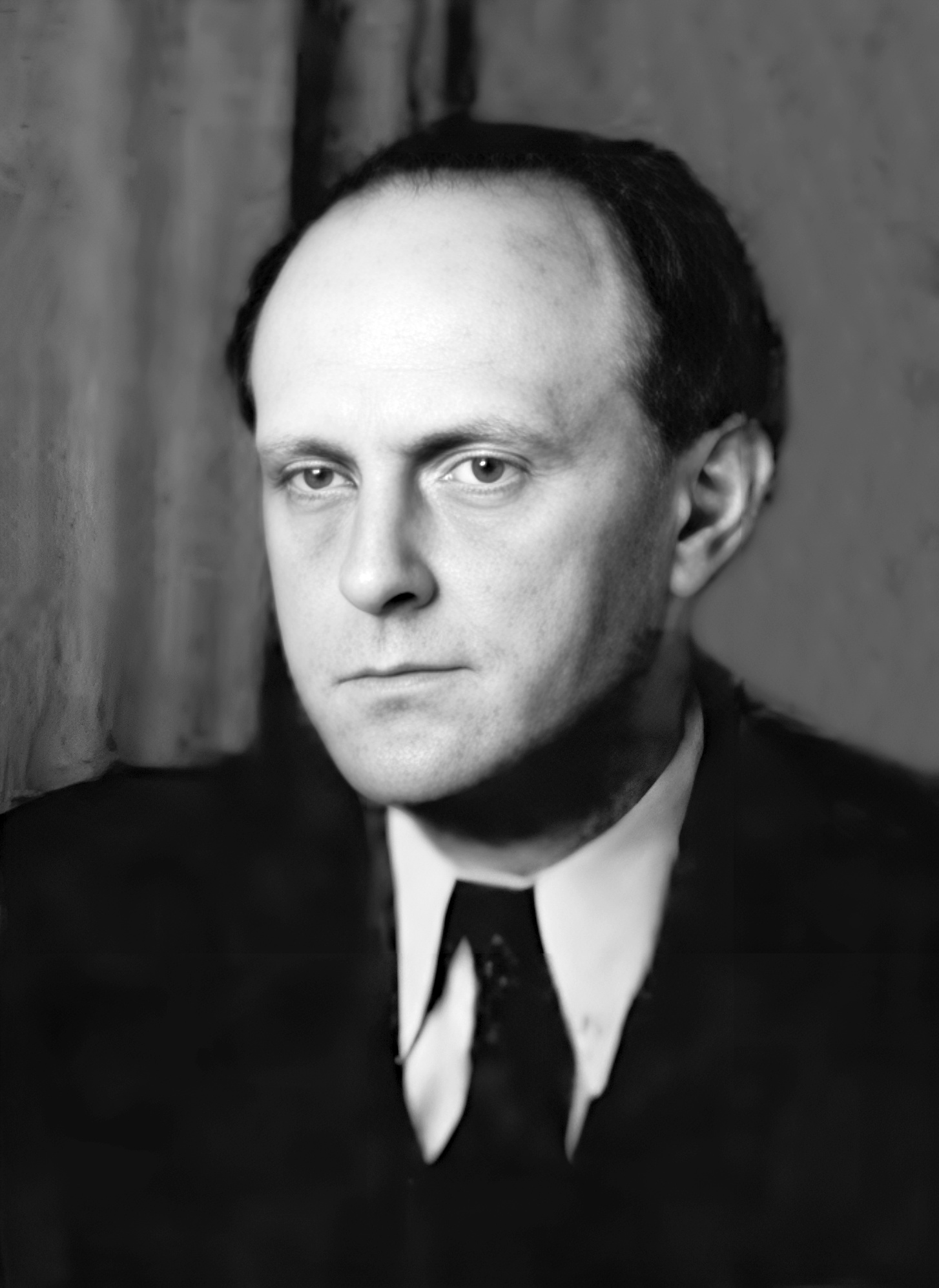
Její druhý manžel: Vladimír Pekelský

Na příkaz OBZ z Prahy se Marie Blaschtowitschková v roce 1948 seznámila v Mnichově s Vladimírem Pekelským a v červnu 1948 u něj v Mnichově získala místo sekretářky. Agentce Marině se otevřely skvělé zpravodajské možnosti. Znala všechny agenty-chodce, které Pekelského organizace vysílala do Československa a do východního Německa. Informace o těchto lidech předávala svým pražským „řídícím orgánům“. V této době se jí podařilo prozradit totožnost (udat) celkem 35 osob (15 z nich bylo zatčeno a z toho bylo 9 agentů-chodců).
Od roku 1947 kontaktovalo Marii několik tajných služeb (americká, západoněmecká a britská) a v materiálech státní bezpečnosti (StB) se zmínky o její možné práci pro nepřátelské rozvědky (tj. o jejím dublérství) vyskytovaly stále častěji v průběhu 50. a 60. let 20. století.
Svatba Marie Blaschtowitschkové a Vladimíra Pekelského se uskutečnila 5. září 1951. V dubnu 1952 řízení agentky Mariny převzala formálně od vojenské rozvědky (od Zpravodajské správy Generálního štábu ČSLA) rozvědka státní bezpečnosti (StB). Při příležitosti převzetí vypracovala rozvědka na agentku Marinu poměrně nelichotivé hodnocení. První pasáž kriticky hodnotí její plnění zadaných úkolů a způsob předávání agenturních zpráv:
Zkaženost jako agent – Marina během své spolupráce s orgány MNO nabrala velké zkušenosti ve zpravodajské práci. Přesto však na základě špatného řízení se nestala dobrým agentem, ale naopak jako agent se úplně zkazila. Zvykla si na tento způsob práce: Úkoly, které dostávala se zásadně neřídila, nýbrž přinášela vždy zprávy, které náhodně získala, bez ohledu na to, zda se týkaly objektů, k nimž byla úkolována, nebo ne. Řídila se jen tím, aby dala takové zprávy, za které dostane velkou odměnu. Při tom si zvykla zásadně nedávat zprávy písemně a rovněž si zvykla zásadně nevracet se při vytěžování ke starým zprávám s odůvodněním, že je povinností orgánů, aby si vše, co jim říká, zapsali a pak si to pamatovali. Tím se vyhýbala jakékoliv kontrole, zvláště, když řídící orgánové si většinu zpráv nezapisovali, protože je nepokládali za důležité (hlavně zpráv o emigraci atd.).
Rozvědka, Hodnocení agentky Mariny (rok 1952), 
Druhá část hodnocení se zaměřuje na její chování vůči řídícím orgánům, sklony k alkoholismu a promiskuitě:
Chování vůči řídícím orgánům – Během spolupráce s orgány MNO si Marina zvykla chovat se k řídícím orgánům drze, vyžadovat nejrůznější ohledy a pozornosti jako k ženě a dovedla být i sprostá, jestliže jí bylo něco vytýkáno. Rovněž tak si zvykla během schůzky nepřetržitě popíjet koňak, samozřejmě s řídícím orgánem. Dle různých náznaků a dle sdělení s. mjr. Solfronka z 6. správy MV, který se v té době několikrát zúčastnil schůzek s Marinou, udržovala Marina se svými řídícími orgány i milostný poměr, který byl pravděpodobně příčinou jejího chování vůči řídícím orgánům i její zkaženosti v práci.
Rozvědka, Hodnocení agentky Mariny (rok 1952), 

### Únos vlastního manžela
Marie Pekelská – manželka Vladimíra Pekelského – dostala za úkol pomoci čs. rozvědce s jeho únosem a s následným násilným přinucením Vladimíra ke spolupráci. Bylo využito situace, kdy se (na počátku 50. let 20. století) Pekelský snažil zpravodajsky proniknout do Rakouska. Únos byl naplánován na duben 1953, kdy Marie a Vladimír jeli služebně do Vídně. Počátkem března 1953 byla Marina svým „řídícím orgánem“ o celé akci s předstihem informována, na plánování únosu svého chotě se velmi aktivně podílela a ten se až do své smrti v roce 1975 o této její zrádné úloze nedozvěděl.

#### Plán únosu Pekelského
Plán únosu Pekelského měl jasný scénář: Vladimír s Marií odcestují do sovětské okupační zóny ve Vídni a tam nejprve oba společně navštíví nějakého Čecha (byl vytipován pan Havlíček), aby případné podezření na prozrazení jejich vídeňského pobytu případně padlo na něj. Po odchodu od Havlíčka ve 23.00 hodin místního času byla ještě naplánována fiktivní návštěva příbuzného (Mariina strýce). Během návštěvy u Havlíčka bude snaha skutečně opít Vladimíra a pokud by se to nepodařilo bude Marie předstírat sama domnělou opilost. Po odchodu od Havlíčka musí Marie přesvědčit svého chotě, aby k další dopravě za strýcem nevyužili ani tramvaj (jejíž stanice byla naproti domu, kde Havlíček bydlel) a ani taxík, ale šli se oba trochu projít (za účelem částečného vystřízlivění) směrem ke vzdálenějšímu stanovišti taxislužby. Cestou budou muset oba projít předem domluveným relativně opuštěným místem (nacházejícím se ve vzdálenosti asi 500 metrů od Havlíčkova bytu) – z jedné strany tovární zeď, z druhé strany park. Marie musí být zatčena spolu s Vladimírem a pokud by se následně její manžel zdráhal podepsat spolupráci s čs. výzvědnou službou bude to ona, kdo jej přemluví k podpisu vázacího protokolu. Během spolupráce Vladimíra s rozvědkou bude Marie vykonávat funkci spojky, bude se účastnit ilegálních schůzek a inkasovat veškeré finanční prostředky vyplácené Vladimírovi za zpravodajské informace.

#### Skutečný průběh únosu Pekelského
K provedení únosu Pekelského v sovětské okupační zóně ve Vídni spojila svoje síly čs. rozvědka s KGB. Po příjezdu do Vídně zakoupila Marie láhev koňaku a takto „vyzbrojeni“ přišli manželé Pekelští na návštěvu k Havlíčkovi. Při odchodu z návštěvy ve 23.00 je Havlíček doprovodil před dům. Vladimír nebyl dostatečně opit a chtěl využít k cestě za strýcem tramvaj, ale Marie mu v tom zabránila tím, že začala zvracet. Po odjezdu tramvaje se manželé Pekelští vydali směrem ke stanovišti taxíků. Na smluveném místě došlo k zatčení, ale jeho průběh nebyl jednoduchý.
Vladimír se zatýkajícím orgánům vytrhl ve snaze utéct se s nimi začal prát, se třemi muži se válel na zemi a současně při tom hlasitě křičel. Marie při přepadení jen hlasitě vykřikla a v nestřežené chvíli (když zmizela Vladimírovi ze zorného pole) se přesunula ihned do přistaveného auta „únosců“, kde předstírala mdloby.
Místo rvačky nebylo dostatečně opuštěné – nacházelo se asi 20 metrů od hlavní ulice, kterou v inkriminovanou dobu projížděla tramvaj. Řidič slyšel Vladimírův křik, viděl rvačku, zastavil vozidlo a lidé z něj vyskakovali a spěchali k místu incidentu. Než však cestující z tramvaje dorazili na místo rvačky, byl již Vladimír částečně přemožen a vecpán do vozidla „únosců“. Dílo nebylo ještě dokonáno, neboť se unášený Vladimír stále ještě křečovitě držel dvířek a současně stále hlasitě křičel. „Únosci“ jej dlouho museli bít pistolí do ruky, aby se konečně dvířek pustil.
Během únosu utrpěl Vladimír dosti značné zranění na ruce, po ranách v obličeji měl několik modřin, o úplně rozedraném kabátu nemluvě. Dva členové zatýkacího komanda si z potyčky odnesli menší pohmožděniny a jeden z nich si zcela rozbil kalhoty na koleně.
Lidé z tramvaje neviděli ani Marii a ani Vladimíra. Z dálky zaregistrovali jen situaci, jak někoho, kdo se brání násilím vecpávají nějací chlapi v civilu do vozidla. Někteří aktivní cestující z tramvaje, kteří doběhli na místo „přepadení“ se začali vrhat na jednoho z „únosců“, který se poněkud zdržel při opouštění místa činu. Teprve po zákroku jediného uniformovaného člena soudruha plukovníka J. poznali, že se nejedná o kriminální přepadení, ale o akci „jiného typu“ a místo vyklidili.

### Po únosu Pekelského
Manželé pekelští byli po únosu převezeni do vídeňského objektu využívaného KGB. Po několika dnech pak Vladimír Pekelský podepsal vázací protokol a stal se agentem 2. oddělení II. odboru Správy zahraničně politické rozvědky (pozdější I. správy Ministerstva vnitra) s krycím jménem „Tonda“. Vladimír se také oprávněně domníval, že ke spolupráci s rozvědkou byla donucena i jeho manželka Marie.

### 50. až 60. léta 20. století

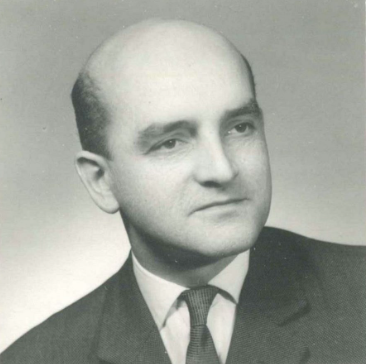
Jeden z řídících orgánů manželů Pekelských – major Ladislav Bittman

V letech 1953 až 1956 fungovali agenti Marina a Tonda poměrně výkonně. V roce 1956 jejich zpravodajské možnosti výrazně ochably poté, co se přestěhovali z Mnichova do Kolína nad Rýnem. V roce 1956 navrhla poprvé státní bezpečnost jejich stažení do Československa, v roce 1957 s nimi byla spolupráce dokonce přerušena a obnovena zcela byla až v roce 1962, kdy jejich zpravodajské možnosti opět získaly na síle. Tehdy se oba agenti totiž stali zaměstnanci rozhlasové stanice Deutsche Welle v Kolíně nad Rýnem: Vladimír vykonával funkci vedoucího českého vysílání a jeho manželka Marie byla hlasatelkou.
V letech 1962 až 1966 byla zpravodajská aktivita manželské agentské dvojice Pekelských označována jako plodná. Vladimír Pekelský v roce 1966 byl zbaven funkce vedoucího a jeho choť Marie byla z rozhlasové stanice Deutsche Welle propuštěna a od té doby byla většinou nezaměstnaná s tím, že pracovala jen příležitostně.
Mezi léty 1966 až 1969 dostávali oba agenti Pekelští každoročně od 6. odboru I. správy Ministerstva vnitra (MV) nabídky na stažení do Československa spojené s velkorysými plány na jejich další život ve vlasti. Oba na návrat nepomýšleli a nabídky odmítali.
Dne 3. září 1968 zběhl na Západ (defektoval) z vídeňské rezidentury čs. rozvědky major Ladislav Bittman (pracující pod krycím jménem „Brychta“). Ten se v minulosti osobně angažoval v řízení obou agentů Pekelských a pro oba manžele to znamenalo nebezpečí odhalení. Ani tento nepříznivý faktor je ale nepřinutil k návratu do Československa, což bylo podezřelé a nejspíš to znamenalo potvrzení domněnky, že oba současně pracovali pro západní rozvědku. V roce 1969 Marie na návštěvě Československa vypověděla, že nebyli (v souvislosti s útěkem Ladislava Bittmana) v Německu vyslýcháni.
První vážný návrh na ukončení spolupráce obou agentů Pekelských s čs. rozvědkou byl podán v srpnu 1969, ale (nejspíše z důvodu probíhajících personálních čistek v rozvědce) byla formálně jejich spolupráce ukončena v lednu 1972, tři roky před smrtí Vladimíra Pekelského. Jeho žena Marie Pekelská se do Československa natrvalo nevrátila.
Marie Pekelská–Blaschtowitschková–Tomšů zemřela po listopadové sametové revoluci v Československu a po rozdělení Československa dne 2. února 1993 v Německu.